# Judy Holliday

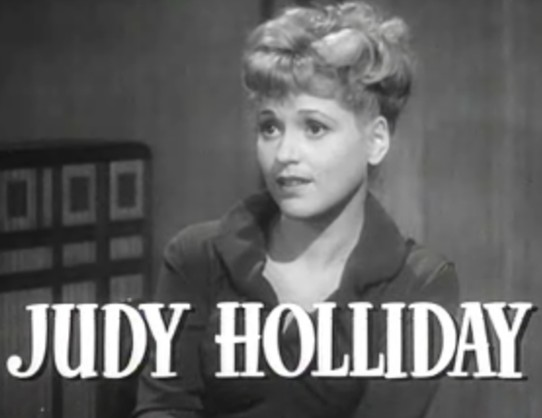
Judy Holliday i filmen Adams revben från 1949.

Judy Holliday, född Judith Tuvim den 21 juni 1921 i New York i New York, död 7 juni 1965 i New York, var en amerikansk skådespelare, komiker och sångerska.

## Biografi
Judy Holliday arbetade som växeltelefonist hos Mercury Theater, som ägdes av Orson Welles. Hon gjorde scendebut i en cabaretgrupp och fick småroller som "dum blondin" från 1944. För sin roll som Alice i Kiss Them for Me tilldelades hon en Theatre World Award 1945. Holliday fick sitt stora genombrott 1946 i Broadwayuppsättningen av Född i går, en succé som hon upprepade på film. Hon vann en Oscar i kategorin bästa kvinnliga huvudroll, samt en Golden Globe i samma kategori, för sin insats. Hon tilldelades en Tony för bästa kvinnliga huvudroll i en musikal för Bells are ringing 1957.
1950 intresserade sig FBI för henne eftersom hon påstods vara kommunist. 1952 kallades hon till förhör inför United States Senate Subcommittee on Internal Security för att förklara varför hennes namn kopplats ihop med kommunistiska frontorganisationer.
Judy Holliday var endast 43 år gammal när hon 1965 dog i bröstcancer.

## Filmografi i urval
- 1949 – Adams revben
- 1949 – New York dansar
- 1950 – Född i går
- 1952 – Kär och galen
- 1954 – Sånt händer med flickor
- 1954 – Phffft!
- 1956 – Huv'et på skaft
- 1960 – Det ringer, det ringer

## Teater
| År   | Roll              | Produktion                                                               | Regi            | Teater                                                                    |
| ---- | ----------------- | ------------------------------------------------------------------------ | --------------- | ------------------------------------------------------------------------- |
| 1945 | Alice             | Kiss Them for Me Luther Davis                                            | Herman Shumlin  | Belasco Theatre, New York, USA Flyttad till Fulton Theatre, New York, USA |
| 1946 | Billie Dawn       | Born Yesterday Garson Kanin                                              | Garson Kanin    | Lyceum Theatre, New York, USA                                             |
| 1951 | Georgina Allerton | Dream Girl Elmer Rice                                                    | Morton Da Costa | City Center, New York, USA                                                |
| 1956 | Ella Peterson     | Bells Are Ringing Betty Comden, Adolph Green och Jule Styne              | Jerome Robbins  | Shubert Theatre, New York, USA                                            |
| 1963 | Sally Hopwinder   | Hot Spot Jack Weinstock, Willie Gilbert, Mary Rodgers och Martin Charnin |                 | Majestic Theatre, New York, USA                                           |